# Membraniporidae
Famille
Les Membraniporidae forment une famille d’ectoproctes vivant en colonies. 

## Liste des genres
Selon World Register of Marine Species (11 mars 2016) :
- genre Acanthodesia Canu & Bassler, 1919
- genre Biflustra d'Orbigny, 1852
- genre Jellyella Taylor & Monks, 1997
- genre Membranipora de Blainville, 1830